# Mostîșce, Tlumaci
Mostîșce (în ucraineană Мостище) este un sat în comuna Budzîn din raionul Tlumaci, regiunea Ivano-Frankivsk, Ucraina.

## Demografie
Componența lingvistică a localității Mostîșce
     Ucraineană (99,78%)
     Alte limbi (0,22%)
Conform recensământului din 2001, majoritatea populației localității Mostîșce era vorbitoare de ucraineană (99,78%), existând în minoritate și vorbitori de alte limbi.